# Gúria
Gúria (georgià: გურია) ( ? i  escolteu-ne la pronunciació en georgià) és una regió de Geòrgia, a la costa est de la mar Negra, al nord d'Adjària, a l'oest d'Imerècia, i al sud de Mingrèlia. La seva capital és Ozurgueti.
Dins de la subdivisió administrativa de Geòrgia és una regió (mkhare) que limita al nord amb Mingrèlia - Alta Svanètia, a l'est amb la regió d'Imerècia, al sud-est amb Samtskhé-Djavakhètia, i al sud amb Adjària.

## Subdivisió

Municipis de Gúria

Gúria està dividida en tres municipis:
- Municipi d'Ozurgueti
- Municipi de Lantxkhuti
- Municipi de Txokhatauri

A més, la capital Ozurgueti té l'estatus de ciutat.

## Història

Bandera històrica del Principat de Gúria

Des del segle xiv va gaudir d'una àmplia autonomia i des del 1490 d'una virtual independència encara que nominalment era un subjecte del regne d'Imerècia, el tron de la qual els mtavaris van arribar a usurpar més d'una vegada. El 1829 va ser annexionada per l'Imperi Rus.
Cap al 1372 Kakhabar I va ser fet eristhavi de Gúria i Svanètia pel seu pare Jordi II Dadiani-Gurieli de Mingrèlia i Svanètia. La dinastia va arrelar i es va transferir de pare a fill. Cap al 1469 Kakhabar II, fill de Mamia I o usurpador va prendre el nom de Gurieli, desvinculant-se de la família Dadiani, i el seu fill Jordi I va assolir la independència de fet a partir del 1490.

## Eristhavis i mtavaris de Gúria
- Kakhabar I Dadiani-Gurieli, eristhavi de Gúria i Svanètia cap al 1372
- Jordi Dadiani-Gurieli cap al 1422
- Mamia Dadiani-Gurieli cap al 1460-1469
- Kakhabar II Vardanidze 1469-1483
- Jordi I Gurieli 1483-1512
- Mamia I Gurieli 1512-1534
- Rustam Gurieli 1534-1564
- Jordi II Gurieli 1564-1583
- Vakhtang I Gurieli 1583-1587
- Jordi II (segona vegada) 1587-1600
- Mamia II Gurieli 1600-1627
- Simó I Gurieli 1627
- Kai Khusrau I Gurieli 1627-1660
- Demetri Gurieli 1660-1668 (rei d'Imerècia 1663-1664)
- Jordi III Gurieli 1668-1684 (rei d'Imerècia)
- Malkhaz Gurieli 1684-1685
- Kai Khusrau II Gurieli 1685-1689
- Malkhaz (segona vegada) 1689
- Mamia III Gurieli 1689-1711 (rei d'Imerècia)
- Jordi IV Gurieli 1711-1712
- Mamia III (segona vegada) 1712-1714
- Jordi IV (segona vegada) 1714-1716 (rei de Imerècia)
- Kai Khusrau III Gurieli 1716-1717
- Jordi IV (tercera vegada) 1717-1726
- Mamia IV Gurieli 1726-1744
- Jordi V Gurieli 1744-1760
- Mamia IV (segona vegada) 1760-1765
- Jordi V (segona vegada) 1765-1768
- Mamia IV (tercera vegada) 1768-1778
- Simó II Gurieli 1778-1792
- Vakhtang II Gurieli 1792-1797
- Mamia V Gurieli 1797-1826
- Kai Khusrau (regent), 1797-1809
- David Gurieli 1826-1829
- Sophia Tsulukidze (regent), 1826-1829 (annexió a Rússia el 1829)